# 沃羅尼涅 (布拉特西克區)
48°2′20″N 31°34′18″E / 48.03889°N 31.57167°E
沃羅尼涅（烏克蘭語：Воронине），是烏克蘭南部的村莊，隸屬尼古拉耶夫州的沃茲涅先斯克區。該村始建於1860年，面積為0.65平方公里，海拔高度157米，2001年人口為109，人口密度每平方公里167.7人。